# 질투의 역사
《질투의 역사》는 2019년 3월 14일에 개봉한 대한민국의 영화이다.

## 캐스팅
- 남규리 : 수민 역
- 오지호 : 정원호 역
- 장소연 : 진숙 역
- 김승현 : 김홍 역
- 박한솔 : 어린 수민 역
- 송재호 : 최 교수 역
- 송해나 : 여선생 역
- 이화시 : 원호 모 역
- 조범준 : 수민 남편 역
- 윤승훈 : 수민 오빠 역
- 김윤신 : 음악홀 행인 역
- 김혜은 : 음악홀 행인 역
- 이수경 : 음악홀 행인 역
- 정은희 : 음악홀 행인 역
- 채유리 : 음악홀 행인 역
- 백정현 : 상임지휘자 역
- 이은준 : 플룻 역
- 김혜은 : 바이올린 역
- 이수경 : 바이올린 역
- 육근환 : 바이올린 역
- 이여진 : 바이올린 역
- 이혜진 : 바이올린 역
- 조옥경 : 바이올린 역
- 황현아 : 바이올린 역
- 김윤신 : 비올라 역
- 채유리 : 비올라 역
- 홍에스라 : 첼로 역
- 정은희 : 더블베이스 역
- 강경숙 : 피아노 역
- 김주하 : 진압경찰 1 역
- 이진호 : 진압경찰 2 역
- 정의담 : 교도관 역
- 이민석 : 선술집 손님 역
- 서석민 : 선술집 손님 역
- 최재현 : 선술집 손님 역
- 이광수 : 선술집 손님 역
- 김현수 : 선술집 손님 역
- 하성영 : 선창 술집 손님 역
- 신순원 : 선창 술집 손님 역
- 국건하 : 최교수 조교 역
- 김정민 : 최교수 학생 역
- 김하늘 : 최교수 학생 역
- 김하진 : 최교수 학생 역
- 백종민 : 최교수 학생 역
- 서무영 : 최교수 학생 역
- 안소연 : 최교수 학생 역
- 안태현 : 최교수 학생 역
- 여호수아 : 최교수 학생 역
- 이유리 : 최교수 학생 역
- 임소리 : 최교수 학생 역
- 정지훈 : 최교수 학생 역
- 한소현 : 최교수 학생 역
- 임종일 : 어느 술집 사장 역
- 이경현 : 어느 술집 손님 역
- 전승진 : 어느 술집 손님 역
- 이미선 : 어느 술집 손님 역
- 이상현 : 어느 술집 손님 역
- 김건중 : 중학생 역
- 김아영 : 중학생 역
- 문지현 : 중학생 역
- 박성우 : 중학생 역
- 박원준 : 중학생 역
- 송수호 : 중학생 역
- 안솔비 : 중학생 역
- 안진호 : 중학생 역
- 윤서연 : 중학생 역
- 이찬호 : 중학생 역
- 이하윤 : 중학생 역
- 한준호 : 중학생 역
- 서원영 : 맥주집 손님 역
- 오지연 : 맥주집 손님 역
- 진희완 : 주례 역
- 한지훈 : 하객 역
- 남기백 : 하객 역
- 조태연 : 하객 역
- 이경현 : 하객 역
- 강수민 : 횡단보도 행인 역
- 김은정 : 횡단보도 행인 역
- 김정연 : 횡단보도 행인 역
- 김주하 : 횡단보도 행인 역
- 문영란 : 횡단보도 행인 역
- 박수연 : 횡단보도 행인 역
- 박종은 : 횡단보도 행인 역
- 이솔 : 횡단보도 행인 역
- 이진호 : 횡단보도 행인 역
- 장한슬 : 횡단보도 행인 역
- 정의담 : 횡단보도 행인 역
- 정지은 : 횡단보도 행인 역
- 오지연 : 선술집 손님 역
- 전신환 : 선술집 손님 역
- 노체이 : 커피숍 손님 역
- 이진호 : 커피숍 손님 역
- 정유선 : 커피숍 알바 1 역
- 김주하 : 커피숍 알바 2 역
- 신이현 : 수민 딸 역
- 전신환 : 수민 아빠 역
- 조한선 : 선기 역 (특별출연)

## 같이 보느스비기
- 2019년 대한민국의 영화 목록